# Theretra castanea
Theretra castanea är en fjärilsart som beskrevs av Moore 1872. Theretra castanea ingår i släktet Theretra och familjen svärmare. Inga underarter finns listade i Catalogue of Life.